# Filmhochschule
Eine Filmhochschule ist eine Einrichtung zur beruflichen Ausbildung für Film- und Fernsehschaffende wie Filmregisseure, Drehbuchautoren, Filmproduzenten, Filmkomponisten, Kameraleute, Filmeditoren, Szenenbildner und Tongestalter.
In Deutschland sind die anerkannten Filmhochschulen eigenständige Institutionen und haben zumeist den Status einer Kunsthochschule, einige haben davon abweichend die Rechtsform einer Gesellschaft mit beschränkter Haftung. In dem Begriff „Filmhochschule“ sind neben Kino und Fernsehen überwiegend auch weitere audiovisuelle Medien mit eingeschlossen. Eine eindeutige typologische Abgrenzung ist daher nicht einfach.
Im Ausland variiert der rechtliche Status von Filmhochschulen und vergleichbaren Bildungseinrichtungen. Im anglo-amerikanischen Ausland sind Filmhochschulen oder Kunsthochschulen meist als Fakultäten in große Universitäten integriert. In Italien und Frankreich existieren die Filmhochschulen als eigenständige Einrichtungen.
Weltweit sind anerkannte Filmhochschulen im internationalen Filmhochschulverband CILECT (Centre International de Liaison des Écoles de Cinéma et de Télévision) organisiert.

## Geschichte
Im Deutschen wurde der Begriff „Filmhochschule“ geprägt durch den Philologen und Filmreformer Dr. Franz Pauli, der 1920 in Berlin die „Deutsche Filmhochschule“ gründen wollte. Sein Plan scheiterte jedoch an der fehlenden Finanzierung durch die preußischen und Reichsministerien und die mangelnde Unterstützung durch die deutsche Filmwirtschaft. Von 1921 bis 1934 existierte in München die „Deutsche Filmschule“, die den Status einer staatlich anerkannten Höheren Fachschule hatte.
Die erste Filmhochschule weltweit ist das 1919 in der Sowjetunion gegründete Institut für Kinematographie (WGIK) in Moskau. Ebenfalls 1919 wurde an der Columbia University in New York ein Filmstudiengang gegründet, der zum Modell für den amerikanischen Weg der akademischen Filmausbildung wurde.
1943 wurde in Paris das Institut des hautes études cinématographiques (IDHEC) gegründet. 1948 folgte die Gründung der Filmhochschule Łódź.
Die erste deutsche staatliche Filmhochschule ist die 1938 eröffnete Deutsche Filmakademie Babelsberg. Maßgeblicher Initiator war Joseph Goebbels. Die Deutsche Filmakademie wurde jedoch kurz nach Beginn des Zweiten Weltkriegs bereits wieder geschlossen. Sie bildete bis 1944 noch eingeschränkt Filmtechniker, vor allem Filmvorführer, aus. 1954 wurde hier nach dem Vorbild des sowjetischen WGIK in der DDR die Hochschule für Film und Fernsehen 'Konrad Wolf', Potsdam-Babelsberg eröffnet. Ein Vorläufer auf dem Gebiet der Hochschulausbildung im Bereich Film war die 1919 eröffnete, Staatliche Deutsche Fachschule für Optik und Photo-Technik zu Berlin, die 1950 in Staatliche Fachschule für Optik und Fototechnik Berlin umbenannt wurde.
Die in Frankreich im Jahr 1984 gegründete École nationale supérieure des métiers de l'image et du son (La fémis) ist die größte und bedeutendste Filmhochschule in Frankreich und gilt als Nachfolger des IDHEC.
Die beiden ersten westdeutschen Filmhochschulen wurden Mitte der 60er Jahre unter dem Einfluss des Autorenfilms jener Jahre und des aufkommenden Fernsehens gegründet. 1966 wurde mit der Deutschen Film- und Fernsehakademie Berlin die erste privatrechtliche, städtische Filmhochschule in der Bundesrepublik Deutschland eröffnet. Ein Jahr später nahm die staatliche Hochschule für Fernsehen und Film München den Lehrbetrieb auf. Vorläufer in der westdeutschen Filmausbildung waren das von Eberhard Hauff initiierte Deutsche Institut für Film und Fernsehen (DIFF) in München, die 1949 gegründete Ausbildungsstätte von Wolfgang Kaskeline in Berlin sowie das von Alexander Kluge, Edgar Reitz und Detten Schleiermacher initiierte Institut für Filmgestaltung an der Hochschule für Gestaltung Ulm, das 1989 geschlossen wurde. 1991 wurde die vom Land Baden-Württemberg getragene Filmakademie Baden-Württemberg in Ludwigsburg gegründet. Weitere Filmhochschulen in Deutschland sind die 1990 gegründete staatliche Kunsthochschule für Medien Köln mit ihrer Abteilung Film/Fernsehen, die 2000 gegründete private Internationale Filmschule Köln und die halb-staatliche Hamburg Media School.

## Aus- und Weiterbildung
Die Studiendauer hängt vom Fach und der jeweiligen Hochschule ab und beträgt meist 6–8 Semester. Das Studium wird in der Regel mit einem Bachelor- oder einem Diplom- bzw. Mastergrad abgeschlossen, das an Kunst- und Filmhochschule in Deutschland nach wie vor stark verbreitet ist. Darüber hinaus kann an einigen Filmhochschulen der Mastergrad erworben werden und es werden Aufbau-, Ergänzungs- oder Zusatzstudien sowie Meisterschülerstudien und Meisterklassen angeboten.

## Zugangsbedingungen
In der Aufnahmeprüfung muss eine filmspezifische künstlerische Befähigung und teils bereits Praxiserfahrung nachgewiesen werden. An Filmhochschulen in Deutschland gehört, in einigen Fällen, zur formalen Voraussetzung die allgemeine oder fachgebundene Hochschulreife bzw. die allgemeine oder fachgebundene Fachhochschulreife. Bestimmte Schulen jedoch, so z. B. die dffb Berlin oder die HFF München, verlangen mindestens die mittlere Reife und eine abgeschlossene Berufsausbildung.

## Filmhochschulen

### Albanien
- Academy of Film and Multimedia Marubi

### Australien
CILECT-Mitglieder:
- Australian Film Television and Radio School
- Griffith Film School
- Victorian College of the Arts

### Bosnien und Herzegowina
- Sarajevo Film Academy[4]

### China
- Pekinger Filmakademie

### Dänemark
- Den Danske Filmskole (Kopenhagen)
- Den Europæiske Filmhøjskole (Ebeltoft)

### Deutschland
CILECT-Mitglieder:

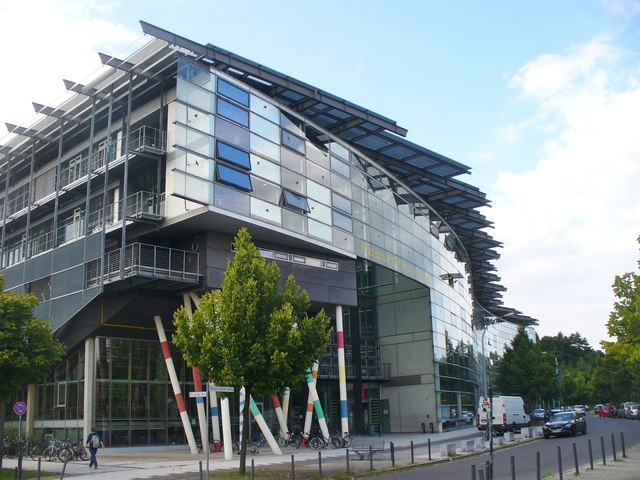
Filmuniversität Babelsberg

- Deutsche Film- und Fernsehakademie Berlin
- Fachhochschule Dortmund (Fachbereich Design)[5]
- Filmakademie Baden-Württemberg, Ludwigsburg
- Filmuniversität Babelsberg, Potsdam
- Hamburg Media School
- Hochschule für Fernsehen und Film München
- Internationale Filmschule Köln
- Kunsthochschule für Medien Köln
- Macromedia Hochschule für Medien und Kommunikation, Standorte München und Köln[6]
- Mediadesign Hochschule Berlin, München, Düsseldorf

### Frankreich
CILECT-Mitglieder:
- La fémis – École nationale supérieure des métiers de l'image et du son, Paris
- VARAN, Atelier de Réalisation Cinématographique
- École Supérieure d’Audiovisuel der Universität Toulouse II, Toulouse
- Le Conservatoire Libre du Cinéma Francais

CILECT-Kandidat:
- École Louis Lumière

Sonstige:
- École Supérieure Libre d'Études Cinematographiques

### Großbritannien
CILECT-Mitglieder:
- National Film and Television School, Beaconsfield
- Northern Film School at Leeds Metropolitan University, Leeds
- London Film School, London
- University of Westminster, London
- Screen Academy Scotland, Edinburgh Napier University, Edinburgh, Scotland

### Indien
- Film and Television Institute of India, Pune

### Israel
- Sam Spiegel Film and Television School, Jerusalem

### Italien
- Centro Sperimentale di Cinematografia, Rom

### Kanada
- Vancouver Film School, Vancouver

### Kuba
- Escuela Internacional de Cine y Television, San Antonio de los Baños

### Neuseeland
- New Zealand Film and Television School, Wellington
- South Seas Film & Television School, Auckland
- Unitec Institute of Technology - School of Performing and Screen Arts, Auckland

### Niederlande
- Nederlandse Film en Televisie Academie, Amsterdam

### Österreich
CILECT-Mitglied:
- Filmakademie Wien der Universität für Musik und darstellende Kunst Wien

### Polen
- Staatliche Hochschule für Film, Fernsehen und Theater Łódź (Państwowa Wyższa Szkoła Filmowa, Telewizyjna i Teatralna im. Leona Schillera w Łodzi, kurz: PWSFTviT)
- Katowice Film School, Teil der Schlesischen Universität in Katowice

### Portugal
CILECT-Mitglied:
- Escola Superior de Teatro e Cinema, Lissabon

### Rumänien
CILECT-Mitglied:
- Universitatea Națională de Artă Teatrală și Cinematografică „Ion Luca Caragiale“, Bukarest

### Russland
- Gerassimow-Institut für Kinematographie, Moskau

### Schweiz
CILECT-Mitglieder:
- Hochschule Luzern – Design & Kunst
- École cantonale d’art de Lausanne
- Haute école d’art et design, Genf
- Zürcher Hochschule der Künste, Zürich

Sonstige:
- International Academy of Broadcasting
- F+F Schule für Kunst und Mediendesign, Zürich

### Serbien
- Fakultet dramskih umetnosti Beograd (Faculty of dramatic arts Belgrade)

### Slowakei
- Hochschule für Musische Künste Bratislava (VŠMU), Fakultät für Film und Fernsehen

### Slowenien
CILECT-Mitglied:
- Akademie für Theater, Radio, Film und Fernsehen, Ljubljana

### Tschechien
- Fakultät für Film und Fernsehen der Akademie der Musischen Künste in Prag

### Ukraine
- Nationale Universität für Theater, Film und Fernsehen in Kiew

### USA
CILECT-Mitglieder:
- American Film Institute
- American University, School of Communication, Film and Media Arts Division
- Boston University, College of Communication
- California Institute of the Arts, Valencia (Kalifornien)
- Chapman University, School of Film & TV
- Columbia University, New York
- Florida State University, Tallahassee
- Loyola Marymount University, School of Film and Television
- New York University, Tisch School of the Arts
- North Carolina School of the Arts
- Stanford University, Documentary Film and Video Program
- University of California, Los Angeles, School of Theater, Film and Television
- University Film and Video Association
- University of Southern California, School of Cinema and Television